# Hebammenbuch von Anna Dorothea Rosen
Das Hebammenbuch von Anna Dorothea Rosen ist ein tokologisches Verzeichnis, das von der Hebamme Anna Dorothea Rosen im 19. und 20. Jahrhundert angefertigt wurde. Es wird heute im Museum Malerwinkelhaus im unterfränkischen Marktbreit aufbewahrt und zählt zu den 100 Heimatschätzen Bayerns.

## Geschichte
Das Hebammenbuch geht auf die Arbeit der Anna Dorothea Rosen zurück. Rosen wurde im Jahr 1839 als Anna Dorothea Schmidt geboren und stieg später zur Hebamme in der königlich-bayerischen Stadt Marktbreit auf. Auf das Jahr 1862 datiert der erste Eintrag in dem Hebammenbuch. Anna Dorothea heiratete später den Maurermeister Michael Rosen, dessen Namen sie annahm. Sie wirkte als eine von zwei Hebammen in der kleinen Gemeinde und kümmerte sich um die schwangeren Frauen evangelisch-lutherischer Konfession. Das Hebammenbuch diente der rechtlichen Absicherung der Frau, deren Gehalt von Seiten der Stadt sich aus einem kleinen Geldbetrag und Naturalien zusammensetzte. Die Hebammen erhielten darüber hinaus Gelder, wenn sie besonders viele Geburten vornahmen. Anna Dorothea Rosen lebte im Haus Nr. 90, das als Hebammenhaus bezeichnet wurde. Im Jahr 1864 wurde sie ihres Dienstes enthoben, weil sie eine uneheliche Geburt vorgenommen hatte. Mehrere Monate später durfte sie ihre Tätigkeit wieder aufnehmen.
Das Hebammenbuch wurde von den Nachfolgerinnen der Anna Dorothea Rosen weitergeführt, darunter der Tochter Margarete Schum (geb. 1869). Der letzte Eintrag des Hebammenbuchs datiert auf das Jahr 1914, 1932 wurde das gemeindliche Hebammenwesen schließlich aufgelöst. Das Werk wurde in der Folge als Handschrift in das Marktbreiter Stadtarchiv im historischen Rathaus eingelagert. Mit der Etablierung einer musealen Ausstellung im sogenannten Malerwinkelhaus wurde das Buch zu einem zentralen Objekt innerhalb der Sammlung zur Frauengeschichte in Unterfranken gemacht. Das Hebammenbuch wurde als eines der 100 Heimatschätze Bayerns ausgezeichnet. Die Auszeichnung erhielten das Hebammenbuch und das Museum Malerwinkelhaus in Marktbreit im Landkreis Kitzingen im Sommer 2018.

## Inhalt
Im Hebammenbuch verzeichnete Anna Dorothea Rosen und ihre Tochter Margarete Schum die Daten der einzelnen Geburten: In den Spalten sind das Datum der Geburt, der Name der Mutter sowie, ob sie „einen Knaben“ oder „ein Mädchen“ geboren hat. Immer wieder wurden auch Zwillingsgeburten und Fehlgeburten – „Abortus“ in dem Buch vermerkt. Später benutzte die Hebamme Abkürzungen, „1 K“ für Knaben und „1 M“ für Mädchen. Insgesamt leistete Anna Dorothea Rosen bei 2.575 Geburten Hilfe. Folgt man den Aufzeichnungen im Hebammenbuch wurden im Zeitraum zwischen 1862 und 1914 insgesamt 2.612 Kinder geboren. Die Verleihung eines Ordens vonseiten der Gemeinde wurde vom Bezirksamt Kitzingen mit der Begründung abgelehnt, dass Hebammen keine Orden erhalten könnten.